# مایکل وارد
مایکل وارد (به انگلیسی: Micheal Ward) (زاده ۵ اکتبر ۱۹۹۰) بازیگر جامائیکایی-انگلیسی است.
از کارهای معروف او می‌توان به بازی در فیلم‌های نگهبانانی از دیرباز، زیبایی و امپراتور روشنایی اشاره کرد.